# Bảo tàng thành phố Dzierżoniów

Bảo tàng thành phố Dzierżoniów,

Bảo tàng thành phố Dzierżoniów là một bảo tàng ở Dzierżoniów tọa lạc tại số 30 đường Świdnicka, thuộc tỉnh tỉnh Dolnośląskie ở miền tây nam Ba Lan. Bảo tàng được khai trương năm 2011.

## Lịch sử
Bảo tàng thành phố Dzierżoniów được thành lập vào ngày 1 tháng 5 năm 2011. Vị trí của Bảo tàng là trong cung điện của Cohn tại đường Świdnicka. Cung điện thành phố được xây dựng vào năm 1897, ban đầu thuộc về Hermann Cohn, đồng sáng lập công ty Cohn Gebrüder - một trong những nhà máy dệt cơ khí đầu tiên ở Dzierżoniów. Sau Thế chiến II, tòa nhà thuộc quyền sử hữu của người khác và là  trụ sở của ZHP Hussar, Hội những người yêu thích Dzierzoniow và Trung tâm Giáo dục Nghệ thuật. Tòa nhà đã trải qua nhiều công trình cải tạo và thích ứng, nhằm mục đích thích nghi với các phòng có sẵn cho mục đích bảo tàng.

## Kiến trúc
Tòa nhà xây dựng theo phong cách chiết trung thu hút sự chú ý của người qua đường bởi mặt tiền bằng gạch đỏ, được làm giàu với các chi tiết bằng sa thạch cũng như các chùm xuyên của cấu trúc ở trên đỉnh của một trong những tòa tháp. Nội thất của tòa nhà cũng rất đáng chú ý: một cầu thang tráng lệ với một cửa sổ kính màu khổng lồ, các tấm ốp nguyên bản và trần nhà đẹp. Các yếu tố nội thất được bảo tồn, nhờ các biện pháp bảo tồn được thực hiện, dần dần trở lại vinh quang trước đây của họ.

## Triễn lãm
Hiện tại, tại các triển lãm thường trực, bao gồm các bộ sưu tập bản đồ và tài liệu về Dzierżoniów và các thị trấn xung quanh. Một bộ sưu tập lớn các hiện vật minh họa cho sự phát triển của khu vực của chúng ta từ cuối thời đại Cổ sinh đến thời hiện đại. Nhà tư sản Salonik và Phòng Sowiogórska có một nhân vật đặc biệt. Ở đó có các thiết bị điển hình của phòng đại diện thế kỷ 19 cũng như các thiết bị và công cụ được sử dụng trong cuộc sống hàng ngày. Trong Bảo tàng, còn có các bộ sưu tập từ lịch sử không xa, bao gồm các di tích của ngành công nghiệp và thủ công, cũng như hiển thị hình bóng của những người liên quan đến khu vực.